# 은하중심
은하 중심(銀河 中心, galactic center)은 우리 은하의 중심부에 해당하는 부분으로, 우리 은하는 이 은하 중심을 기준으로 자전하고 있다. 지구에서의 거리는 은하수가 가장 밝게 보이는, 궁수자리 방향으로 약 24,800 광년(약 7,600파섹)이다. 우리 은하의 중심부에는 초대질량 블랙홀이 존재한다.

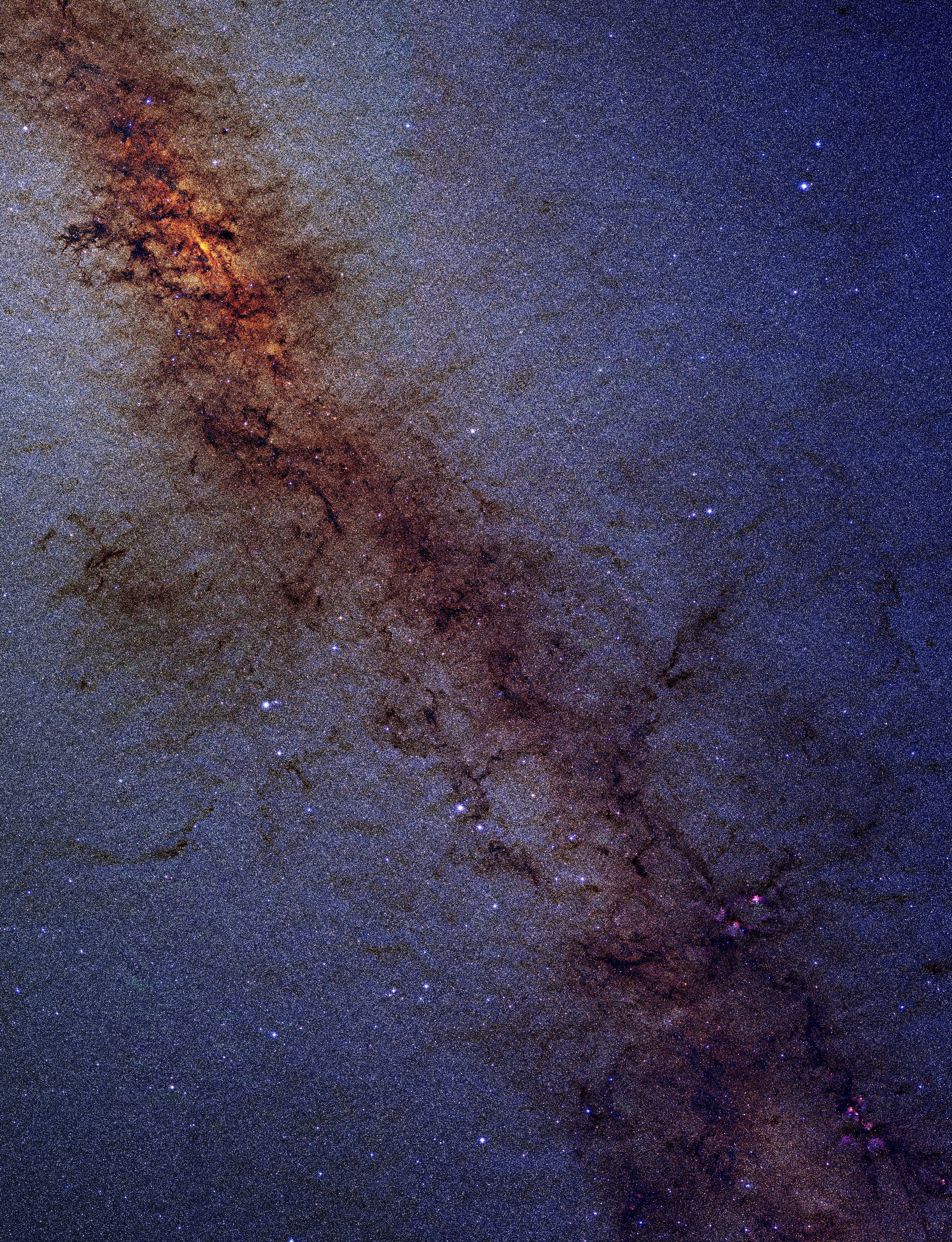
2MASS 적외선 망원경으로 찍은, 은하중심(왼쪽 위 밝은 부분).

## 발변 및 역사
시선 방향에 위치한 차가운 성간 구름 때문에 은하 중심을 지구에서 가시광선, 자외선, 낮은 엑스선 파장대로 관측하는 것은 불가능하다. 은하 중심을 관측할 수 있는 파장 영역은 감마선, 높은 엑스선대, 적외선, 전파 파장대이다.

### 위치 발견
은하 중심의 위치는 1918년 할로 섀플리가 구상 성단 분포를 연구하면서 발견했다.

## 위치 방위
적도 좌표계에 의한 은하 중심의 방위는 다음과 같다: 적경 17h 45m 40.04s, 적위 -29° 00' 28.1" (J2000 원기)이다.

## 궁수자리 A*
복잡한 전파원 궁수자리 A*는 은하 중심에 거의 정확하게 자리 잡고 있는 것으로 보이며, 복잡하면서 극도로 밀집된 전파원 궁수자리 A*는 우리 은하 중심부에 있는 초대질량 블랙홀과 같은 공간을 공유하고 있다. 블랙홀 주변에 형성되어 있을 가능성이 큰 착증 디스크는 전파원에 해당하는 에너지를 방출하며, 자체 크기는 블랙홀보다 훨씬 더 크다. 다만 이 디스크는 현재의 관측 기구로 보기에는 너무 작다.

## 참고 사항
은하 중심과 또 다른 것으로 은하의 북극점이 있다. 이 북극점은 머리털자리에 있으며, 북극의 방위는 다음과 같다: 적경 12h 51m 25s, 적위 +27˚ 07´ 48˝

## 항성종족
궁수자리 A* 주변 1파섹 범위 내에는 수 천 개의 항성들이 있다. 이들 대부분은 늙고 붉은 색의 주계열성들이지만,  무거운 질량을 지닌 별들도 많다. 이 곳에서 OB항성 및 울프-레이에별이 100개 이상 발견되었다. 이들은 모두가 수 백만 년 전에 동시에 태어난 것으로 보인다. 이렇게 젊은 별들이 존재한다는 사실은 전문가들에게 있어 놀라운 사실이었다. 기존의 이론에 의하면 중심부에 있는 블랙홀의 기조력 때문에 항성이 생겨날 수 없다고 믿었기 때문이다. 이를 젊음의 역설(paradox of youth)이라고 부른다(S2의 경우는 궁수자리 A*에 매우 가까이 붙어 돌고 있는 항성으로, 젊음의 역설을 더욱 극명하게 보여주는 존재이다). 이 상황을 설명하기 위한 이론으로, 질량이 큰 성단에서 떨어져 나온 별들이 자리를 옮겨 왔거나, 또는 중심 블랙홀 근처에 형성된, 질량이 크면서 작은 크기의 착증 디스크에서 항성이 탄생했다고 보고 있다. 재미있는 점은 이들 100개 젊은 별은 중심부 블랙홀 사방으로 불규칙하게 분포되어 있는 것이 아니라, 대부분이 한 면( UCLA group을 참고) 또는 두 개의 면( MPE group을 참고) 위에 분포되어 있다는 것이다. 그러나 현재 시점에서 이 관측 결과에 대해 확증적인 결론을 내리지는 못하고 있는 상황이다.
현재 은하중심에서 항성은 새로 태어나고 있지는 않아 보이지만, 은하중심을 도는 분자 구름의 핵주위원반지대는 항성이 탄생하기에 적합한 조건을 갖춘 곳으로 보인다. 안토니 스타크, 크리스 마틴은 2002년 은하중심 주위 400광년 이내의 가스 밀도를 지도로 그려 냈는데, 여기에는 태양 질량의 수백만 배에 이르는 고리가 있었으며 항성이 탄생하기에 충분한 밀도의 물질이 존재하고 있었다. 이들은 약 2억 년 내로 은하중심에서, 현재의 수백 배에 이르는 비율로 항성들이 빠르게 태어나고 초신성으로 일생을 마치는 스타버스트 사건이 발생할 것으로 내다봤다. 스타버스트와 함께, 물질들이 블랙홀로 떨어지면서 은하 제트 현상도 일어날 것이다. 우리 은하는 5억 년마다 한 번씩 스타버스트 사건을 겪는 것으로 생각된다.

## 같이 보기
- 은하반중심방향
- 은하좌표계
- 궁수자리 B2

## 참고 문헌
1. ↑  “SINFONI in the Galactic Center: young stars and IR flares in the central light month”.
2. ↑  "Seeing a Star Orbit around the Supermassive Black Hole at the centre of the Milky Way", R. Schödel, et al., Nature, Vol 419, pp. 694-696, 2002-10-16